# Abruka looduskaitseala
Rezerwat przyrody Abruka (est. Abruka looduskaitseala) – rezerwat przyrody leżący na wyspie Abruka w gminie Kaarma, prowincji Saare, Estonia. Rezerwat oznaczony jest kodem KLO1000589.
Rezerwat został założony w 1937 roku przez ministra rolnictwa, w celu ochrony naturalnego środowiska leśno-bagiennego, w bardzo niewielkim stopniu dotkniętego działaniem człowieka. Jest najstarszym rezerwatem w Estonii. W 2007 roku rezerwat rozszerzono. Obecnie zajmuje powierzchnię 408,1 ha i obejmuje centralną część wyspy Abruka oraz dwie niezamieszkane, sąsiadujące z nią wyspy Kassilaid i Linnusitamaa. Jego powierzchnia została zmniejszona rozporządzeniem z 2020 roku.
Na obszarze rezerwatu rosną rzadkie gatunki roślin: granicznik płucnik, wroniec widlasty, stokłosa gałęzista, dąbrówka rozłogowa, turzyca wyciągnięta, storczyk męski, kukułka plamista, kruszczyk szerokolistny, czosnek niedźwiedzi.
W rezerwacie występuje kilkadziesiąt gatunków ptaków, między innymi: bielik zwyczajny, uhla zwyczajna, sieweczka obrożna, recurvirostra, biegus zmienny, rycyk, mewa żółtonoga, rybitwa wielkodzioba, rybitwa czubata, rybitwa popielata.